# Stephen Rowsham
Pour les articles homonymes, voir Rowsham.
Stephen Rowsham, né en 1555 dans le Oxfordshire en Angleterre et mort le 3 avril 1587 à Gloucester, est un prêtre catholique anglais accusé de trahison et exécuté sous le règne d'Elizabeth Ire. 

## Biographie
Anglican il bénéficie d'une bonne éducation. Il est diplômé du Oriel College de l'université d'Oxford. Se sentant une vocation de prêtre il se fait ordonné en 1572. Il est nommé vicaire de l'Église universitaire St Mary the Virgin d'Oxford. En 1578, dans des circonstances inconnues, il se convertit au catholicisme. Il renonce à sa charge et part sur le continent avec le projet d'être cette fois-ci ordonné prêtre catholique. Il est inscrit au collège anglais de Douai alors transféré à Reims. Un an plus tard en 1582 il est ordonné prêtre catholique.
Immédiatement il choisit de revenir en Angleterre accompagné d'un autre prêtre, Robert Ludlam. A peine débarqué il est reconnu et arrêté. Il est emprisonné pendant près de trois ans dans la Tour de Londres dans des conditions particulièrement inhumaines. Transféré à la prison de Marshalsea à l'automne 1585 il est jugé et condamné à l'exil. Il demeure alors une année à Reims avant de secrètement revenir dans son pays d'origine. Après un an d'activité il est arrêté à Gloucester alors qu'il est caché chez une veuve catholique (Madame Strange). Les juges cette fois-ci ne se montrent pas cléments. Il est condamné à mort et exécuté subissant le supplice réservé aux traîtres à savoir pendaison, éviscération et écartèlement. Avec lui est exécuté un autre prêtre, John Sandys.

## Vénération
Reconnu comme un martyr catholique, il est béatifié en 1987 par le pape Jean-Paul II en même temps que 84 autres martyrs anglais. Aussi comptabilité parmi les martyrs de Douai il est vénéré par l'Église catholique le 29 octobre avec les autres martyrs de Douai et individuellement le 3 avril.